# Dongola
Dongola hay Dunqulah là thủ phủ của bang Bắc Sudan, nằm bên bờ sông Nile. Thành cổ Dongola nằm cách đô thị hiện đại 80 km về phía thượng nguồn.

## Tên gọi
Tên gọi Dongola bắt nguồn từ "Doñqal" trong tiếng Nubia. Từ này có nghĩa là gạch đỏ. Cách sử dụng hiện đại hơn của nó là để mô tả một bức tường thành vững chắc và cứng, vì vậy mà Dongola thường được gọi là "Cư dân của một lâu đài lớn trên sông Nile".

## Lịch sử
Dongola là một tỉnh của Thượng Nubia nằm cả hai bên sông Nile, và thành phố là trung tâm của nền văn minh Nubia, được thể hiện qua nhiều di tích khảo cổ từ thời Makuria và Hồi giáo. Sau này, nó trở thành một phần của Ai Cập sau khi Muhammad Ali Pasha ra lệnh xâm lược và chiếm đóng Sudan vào năm 1820. Thống đốc đầu tiên của nó là Abidin Bey.

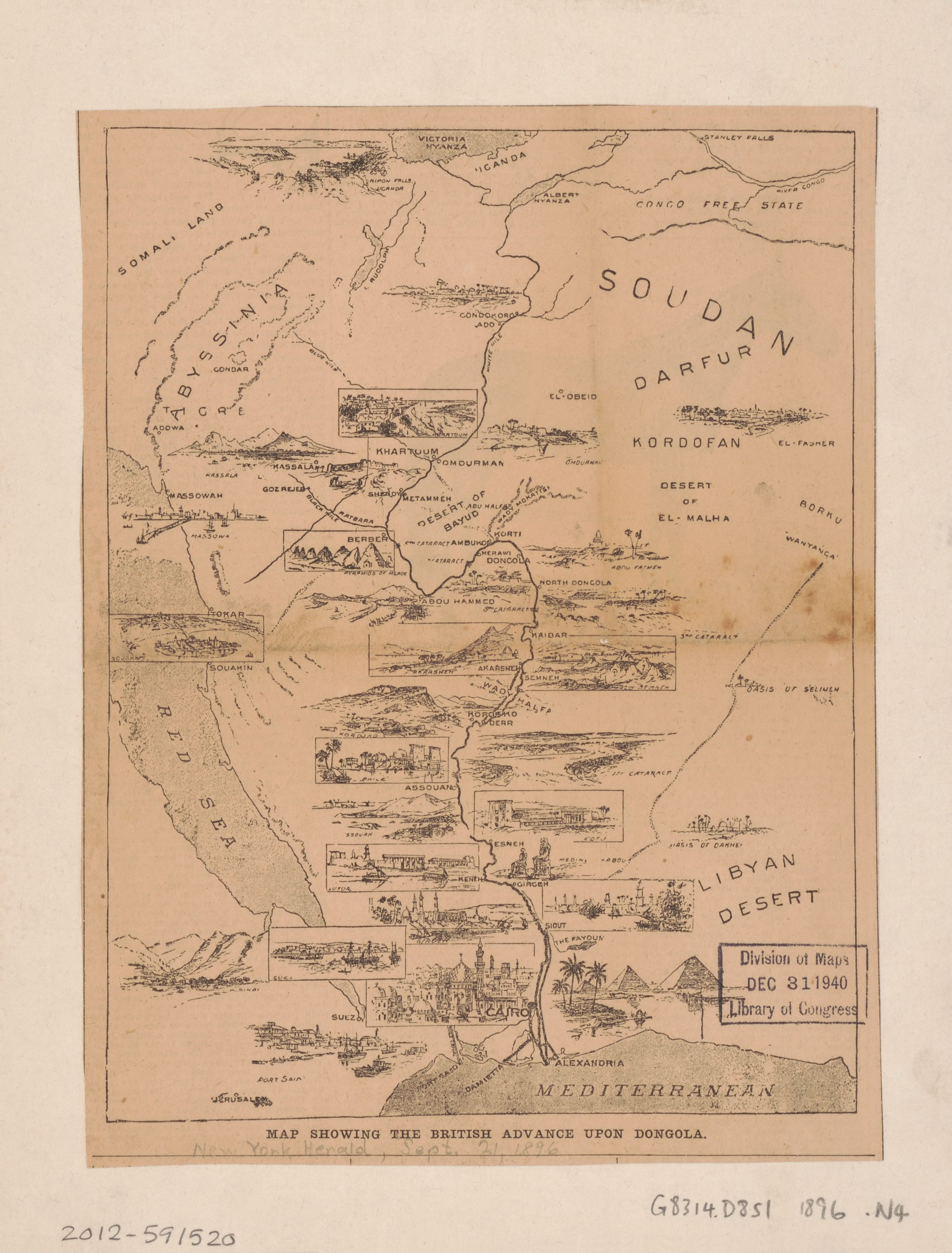
Chiến dịch của quân đội Anh ở Dongola

Tướng lĩnh quân sự Anh Herbert Kitchener đã giành chiến thắng trước các bộ tộc Hồi giáo Mahdi bản địa ở Dongola vào năm 1899. Thực dân Anh biến nơi này thành căn cứ quân sự của Anh-Ai Cập với mục đích thu thập và lưu trữ vũ khí, trang bị và tài nguyên. Lực lượng của Kitchener đã giết chết hơn 15.000 người trong trận Omdurman trước khi chinh phục Dongola, và sau đó tiếp tục giết những người bị thương, nâng tổng số người thiệt mạng lên đến hơn 50.000 người.
Đường Dongola và Đại lộ Dongola ở khu vực Bishopston của Bristol được đặt tên theo sự kiện này; cũng như Đường Dongola ở Tottenham, Bắc Luân Đôn. Ngoài ra còn có một con đường mang tên Dongola ở Jersey. Tại Hoa Kỳ, Dongola, Illinois được thành lập vào những năm 1850 và được đặt tên là Dongola.

## Tôn giáo
Giáo phận Công giáo Latinh ở thành phố Dongola được thành lập vào năm 1330 và đến năm 1350 thì bị đàn áp.

## Khí hậu
Dongola có khí hậu sa mạc nóng (phân loại khí hậu Köppen BWh). Đô thị này là một trong những khu vực nóng nhất, nhiều nắng nhất và khô hạn nhất trên thế giới.
| Dữ liệu khí hậu của Dongola (1961–1990)  | Dữ liệu khí hậu của Dongola (1961–1990) | Dữ liệu khí hậu của Dongola (1961–1990) | Dữ liệu khí hậu của Dongola (1961–1990) | Dữ liệu khí hậu của Dongola (1961–1990) | Dữ liệu khí hậu của Dongola (1961–1990) | Dữ liệu khí hậu của Dongola (1961–1990) | Dữ liệu khí hậu của Dongola (1961–1990) | Dữ liệu khí hậu của Dongola (1961–1990) | Dữ liệu khí hậu của Dongola (1961–1990) | Dữ liệu khí hậu của Dongola (1961–1990) | Dữ liệu khí hậu của Dongola (1961–1990) | Dữ liệu khí hậu của Dongola (1961–1990) | Dữ liệu khí hậu của Dongola (1961–1990) |
| Tháng                                    | 1                                       | 2                                       | 3                                       | 4                                       | 5                                       | 6                                       | 7                                       | 8                                       | 9                                       | 10                                      | 11                                      | 12                                      | Năm                                     |
| ---------------------------------------- | --------------------------------------- | --------------------------------------- | --------------------------------------- | --------------------------------------- | --------------------------------------- | --------------------------------------- | --------------------------------------- | --------------------------------------- | --------------------------------------- | --------------------------------------- | --------------------------------------- | --------------------------------------- | --------------------------------------- |
| Cao kỉ lục °C (°F)                       | 36.6 (97.9)                             | 42.2 (108.0)                            | 46.0 (114.8)                            | 46.5 (115.7)                            | 48.6 (119.5)                            | 49.6 (121.3)                            | 49.0 (120.2)                            | 46.6 (115.9)                            | 46.8 (116.2)                            | 44.4 (111.9)                            | 40.1 (104.2)                            | 37.3 (99.1)                             | 49.6 (121.3)                            |
| Trung bình ngày tối đa °C (°F)           | 26.7 (80.1)                             | 29.4 (84.9)                             | 33.8 (92.8)                             | 38.6 (101.5)                            | 41.8 (107.2)                            | 43.4 (110.1)                            | 42.2 (108.0)                            | 41.8 (107.2)                            | 39.8 (103.6)                            | 38.4 (101.1)                            | 32.1 (89.8)                             | 28.3 (82.9)                             | 36.4 (97.5)                             |
| Trung bình ngày °C (°F)                  | 17.6 (63.7)                             | 19.6 (67.3)                             | 23.9 (75.0)                             | 28.5 (83.3)                             | 32.1 (89.8)                             | 34.0 (93.2)                             | 33.6 (92.5)                             | 33.5 (92.3)                             | 32.3 (90.1)                             | 29.4 (84.9)                             | 23.5 (74.3)                             | 19.3 (66.7)                             | 27.3 (81.1)                             |
| Tối thiểu trung bình ngày °C (°F)        | 8.5 (47.3)                              | 9.8 (49.6)                              | 13.9 (57.0)                             | 18.5 (65.3)                             | 22.3 (72.1)                             | 24.7 (76.5)                             | 25.0 (77.0)                             | 25.2 (77.4)                             | 24.7 (76.5)                             | 20.4 (68.7)                             | 14.8 (58.6)                             | 10.2 (50.4)                             | 18.2 (64.8)                             |
| Thấp kỉ lục °C (°F)                      | −2.7 (27.1)                             | 1.0 (33.8)                              | 4.3 (39.7)                              | 8.4 (47.1)                              | 12.6 (54.7)                             | 17.3 (63.1)                             | 19.3 (66.7)                             | 18.0 (64.4)                             | 16.6 (61.9)                             | 11.4 (52.5)                             | 6.0 (42.8)                              | 2.1 (35.8)                              | −2.7 (27.1)                             |
| Lượng Giáng thủy trung bình mm (inches)  | 0.3 (0.01)                              | 0.0 (0.0)                               | 0.0 (0.0)                               | 0.0 (0.0)                               | 0.0 (0.0)                               | 0.5 (0.02)                              | 0.0 (0.0)                               | 3.2 (0.13)                              | 7.7 (0.30)                              | 0.1 (0.00)                              | 0.5 (0.02)                              | 0.0 (0.0)                               | 12.3 (0.48)                             |
| Số ngày giáng thủy trung bình (≥ 0.1 mm) | 0.1                                     | 0.0                                     | 0.1                                     | 0.0                                     | 0.1                                     | 0.0                                     | 0.5                                     | 0.9                                     | 0.1                                     | 0.2                                     | 0.0                                     | 0.0                                     | 2.0                                     |
| Độ ẩm tương đối trung bình (%)           | 35                                      | 30                                      | 23                                      | 21                                      | 18                                      | 17                                      | 21                                      | 22                                      | 21                                      | 25                                      | 32                                      | 36                                      | 25                                      |
| Số giờ nắng trung bình tháng             | 306.9                                   | 294.0                                   | 319.3                                   | 321.0                                   | 325.5                                   | 339.0                                   | 334.8                                   | 337.9                                   | 288.0                                   | 319.3                                   | 315.0                                   | 313.1                                   | 3.813,8                                 |
| Phần trăm nắng có thể                    | 91                                      | 91                                      | 85                                      | 85                                      | 84                                      | 89                                      | 81                                      | 83                                      | 78                                      | 88                                      | 93                                      | 91                                      | 87                                      |
| Nguồn: NOAA                              |                                         |                                         |                                         |                                         |                                         |                                         |                                         |                                         |                                         |                                         |                                         |                                         |                                         |